# Gevrey-Chambertin Challenger 1989
Il Gevrey-Chambertin Challenger 1989 è stato un torneo di tennis facente parte della categoria ATP Challenger Series nell'ambito dell'ATP Challenger Series 1989. Il torneo si è giocato a Gevrey-Chambertin in Francia dal 12 al 18 giugno 1989 su campi in sintetico.

## Vincitori

### Singolare
Martin Laurendeau ha battuto in finale  Brad Pearce con il punteggio di 4–6, 6–1, 7–6

### Doppio
Nduka Odizor /  Paul Wekesa hanno battuto in finale  Brad Pearce /  Greg Van Emburgh con il punteggio di 6–4, 6–2